# بلوتاركو نارانخو فارغاس
بلوتاركو نارانخو فارغاس (أمباتو، 18 يونيو 1921 - 27 أبريل 2012) كان طبيبًا ومدرسًا وصحفيًا ومؤرخًا وباحثًا علميًا من الإكوادور. شغل منصب السفير الإكوادوري لدى الاتحاد السوفيتي وبولندا وجمهورية ألمانيا الديمقراطية في وقت واحد من عام 1977 إلى عام 1978. في عام 1988 قبل تعيينًا لمدة أربع سنوات في مجلس الوزراء للرئيس المنتخب حديثًا رودريغو بوريا سيفالوس كوزير للصحة.
في الأكاديمية، كان الدكتور بلوتاركو نارانجو أحد المدربين عبر الأجيال من الأطباء في الإكوادور، وشارك كمنظم لكرسي علم الأدوية وقدم المشورة لقسم علم وظائف الأعضاء في جامعة فالي كالي كولومبيا، إلى جانب أنه أسس كرسي علم الأدوية في الجامعة المركزية في الإكوادور.
منذ شبابه كان مشاركًا قويًا في علم النبات، مما سمح له بفتح إمكانية تبادل المعرفة بين المعرفة الغربية لعلم النبات والطب التقليدي، والاستخدامات المقدسة للنباتات والأساطير والثقافات، وخلق مساهمات كبيرة في الطب الإثني.
كانت أبحاثه مهمة للغاية في علم الأدوية، مما ساهم في تحسين جودة الحياة من مجال الصحة إلى شريحة واسعة من المرضى الذين يعانون من أمراض مختلفة، وبنفس الطريقة أجرى العديد من الأبحاث حول الآليات المناعية، وفرط الحساسية للأدوية والأطعمة، الحساسية من المضادات الحيوية، وأكثر من ذلك.
كان مؤسس أكاديمية الطب الإكوادورية وأصبح رئيسًا لها. كما شغل منصب رئيس الرابطة الإيطالية اللاتينية للطب العروقي من 1995 إلى 1997. وكان أيضًا المدير الأكاديمي في مجال الصحة في جامعة جامعة سيمون بوليفار الأنديز.
كان متزوجا من الدكتور إنريكيتا باندا فلوريس. أنجبا ثلاثة أطفال: ألكسيس وآنا وبلوتاركو.
حصلت على جائزة أوجينيو إسبيجو الوطنية في عام 1986 في مجال العلوم.
توفي في كيتو في 27 أبريل 2012.

## الجوائز
- حصل على جائزة الجامعة المركزية في أربع مناسبات منفصلة لأبحاثه العلمية.
- حصل على جوائز من حكومات إيطاليا (1972) ورومانيا (1976) وبيرو (1990).
- جائزة «إيزابيل توبار غوارديراس» من بلدية كيتو (1977).
- الجائزة الوطنية الإكوادورية «جائزة أوجينيو إسبيجو» (1986).